# Xoán Antonio Saco e Arce
Xoán Antonio Saco e Arce (San Martiño de Alongos, Toén, 1835-Ourense, 1881) fou un poeta i filòleg gallec.
Fou catedràtic de retòrica i poètica de l'institut provincial d'Ourense d'ençà de 1863 i dedicà la seva activitat, d'una banda, a la filologia, fruit de la qual fou la seva notable Gramática gallega (1868), i de l'altra, a la poesia; fou un dels poetes més destacats del Rexurdimento inicial. La seva obra es recull en les Poesías de Don Juan Saco y Arce (1878).